# 啟田邨
啟田邨（英語：Kai Tin Estate）位於香港觀塘藍田德田街，是香港房屋委員會轄下的公共屋邨之一，包括三座和諧一型樓宇，屬於藍田重建計劃分拆而來的屋邨之一。

## 歷史簡介
啟田邨前身為藍田邨第11至14座，在1966年落成。
政府曾於1983到84年間，為所有樓齡超過5年的公屋進行全面勘查，發覺有不少大廈的石屎強度均未達標準，當中有26座大廈更低至不能接受的地步，並有即時倒塌危險，藍田邨第12及13座被列入「問題公屋」名單當中。基於這個緣故，第12及13座早於1989年封閉，與12座和13座相連的11和14座於1991年才一同清拆，原址重建為現時的啟田邨。
1993年，房委會及房屋署為啟田邨著手規劃設計、立項與命名，並於1996年落成，1996年12月10日屋邨正式獲發入伙紙，可供附近舊廈住戶入伙。另外啟田邨有提供房屋資源，安置牛頭角上邨9－12座部份受重建影響的重建住戶。
屋邨名稱乃因毗鄰啟田道而得名。屋邨大部份樓宇均以中國儒家所提倡的「五常」價值觀為命名，有採用部份包括「仁、信」（「旺」則可以解作「興旺、旺盛」等，具有吉祥正面意味），命名形式與李鄭屋邨及同期落成的平田邨與尚德邨類近。

## 屋邨資料

### 樓宇
| 樓宇名稱 | 門牌號碼  | 樓宇類型                  | 入伙日期       | 樓宇層數 （住宅層數） | 每層伙數                  | 每座單位總數（伙） | 承建商   | 提供升降機的廠商 | 期數                 |
| -------- | --------- | ------------------------- | -------------- | --------------------- | ------------------------- | ------------------ | -------- | ---------------- | -------------------- |
| 啟仁樓   | 德田街2號 | 和諧一型第五款 （第三代） | 1996年12月10日 | 39（38）              | 20（其餘樓層） 19（19樓） | 759                | 順成建築 | 奧的斯           | 1 （藍田邨重建計劃） |
| 啟旺樓   | 德田街6號 | 和諧一型第十款 （第三代） | 1996年12月10日 | 39（38）              | 20（其餘樓層） 19（19樓） | 763                | 順成建築 | 奧的斯           | 1 （藍田邨重建計劃） |
| 啟信樓   | 德田街8號 | 和諧一型第十款 （第三代） | 1996年12月10日 | 39（38）              | 20（其餘樓層） 19（19樓） | 761                | 順成建築 | 奧的斯           | 1 （藍田邨重建計劃） |

### 屋邨相片集

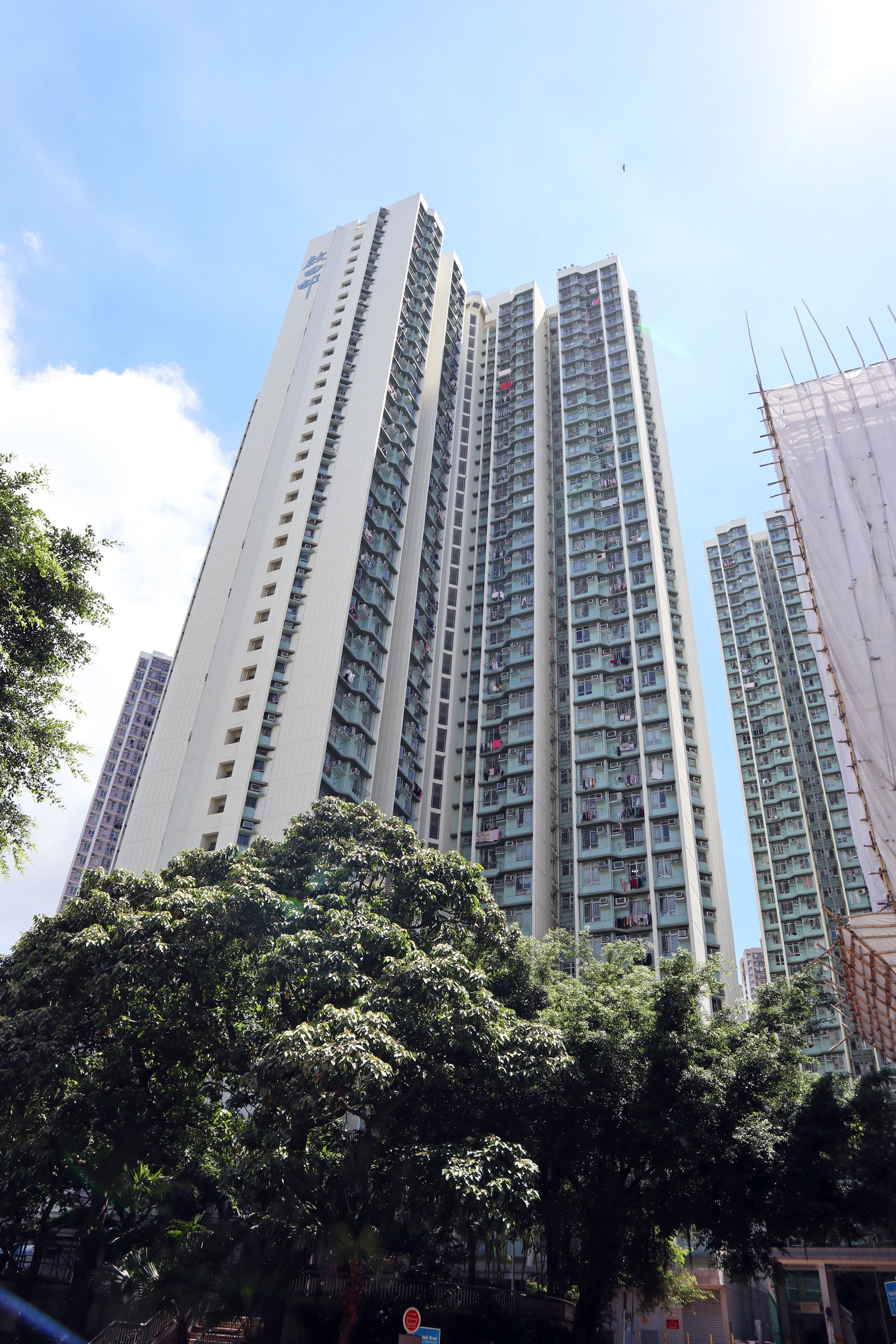
啟仁樓外貌
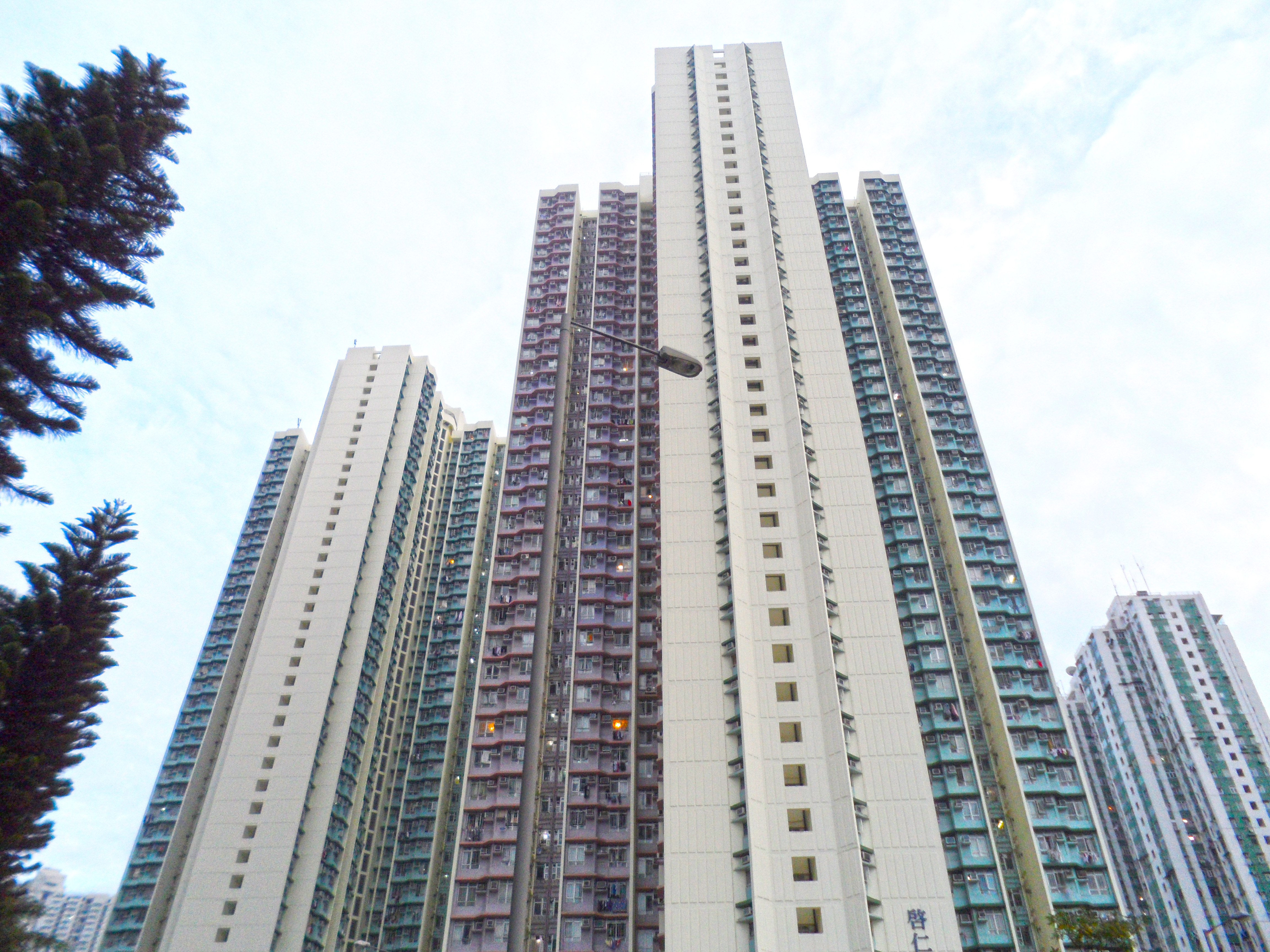
翻油後的啟旺樓及啟仁樓
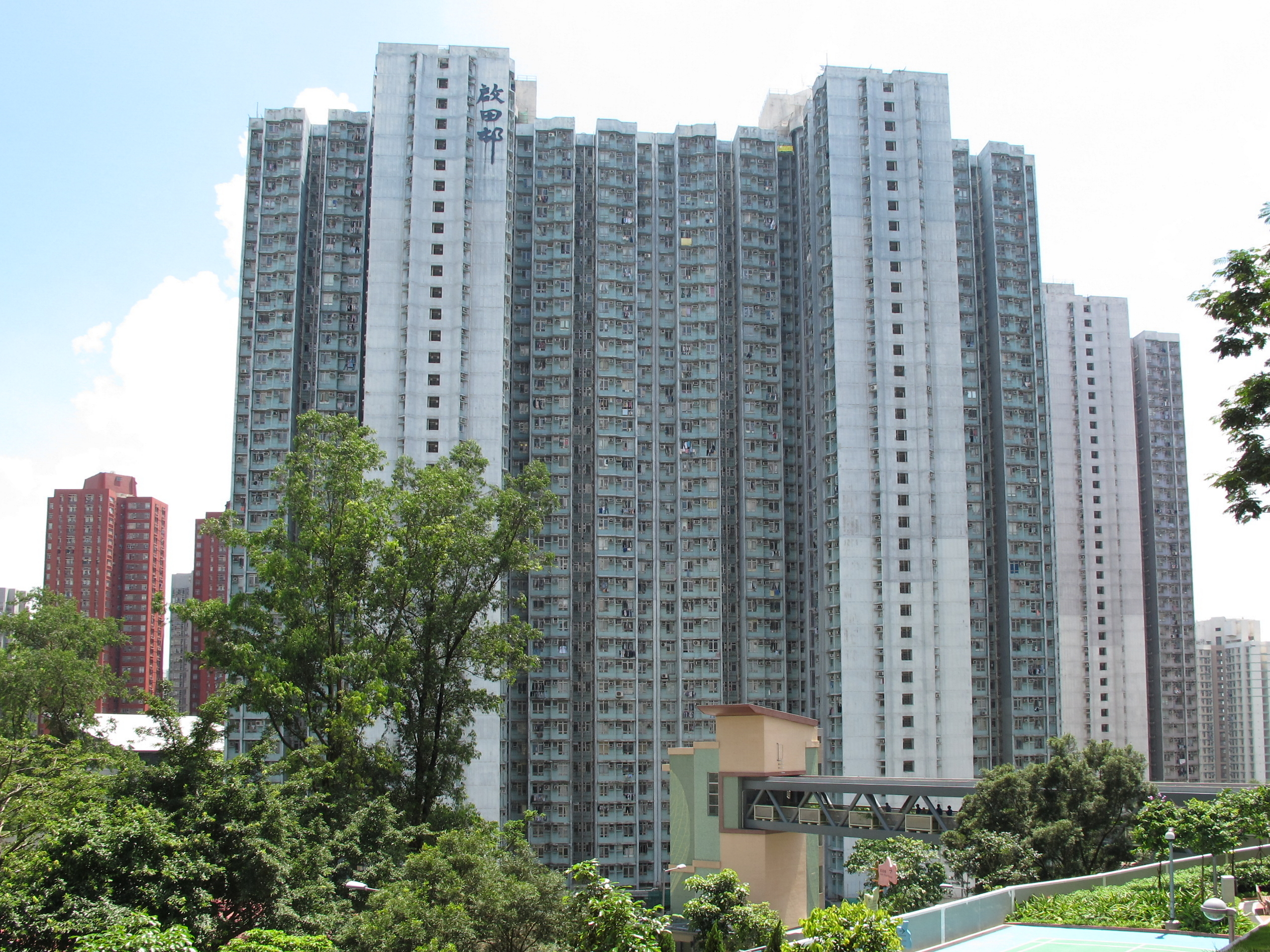
翻油前的啟信樓及啟旺樓
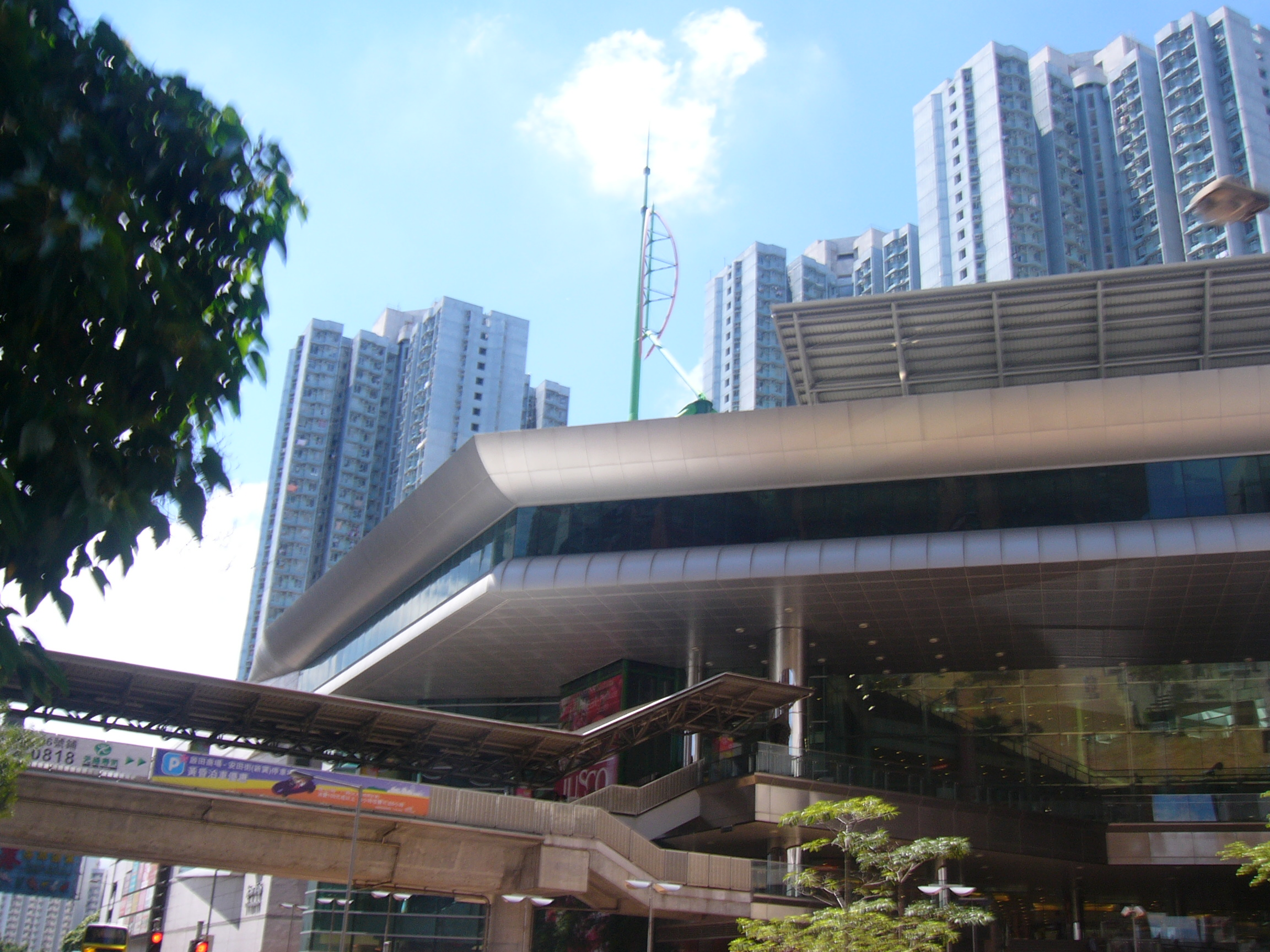
啟田邨及啟田商場
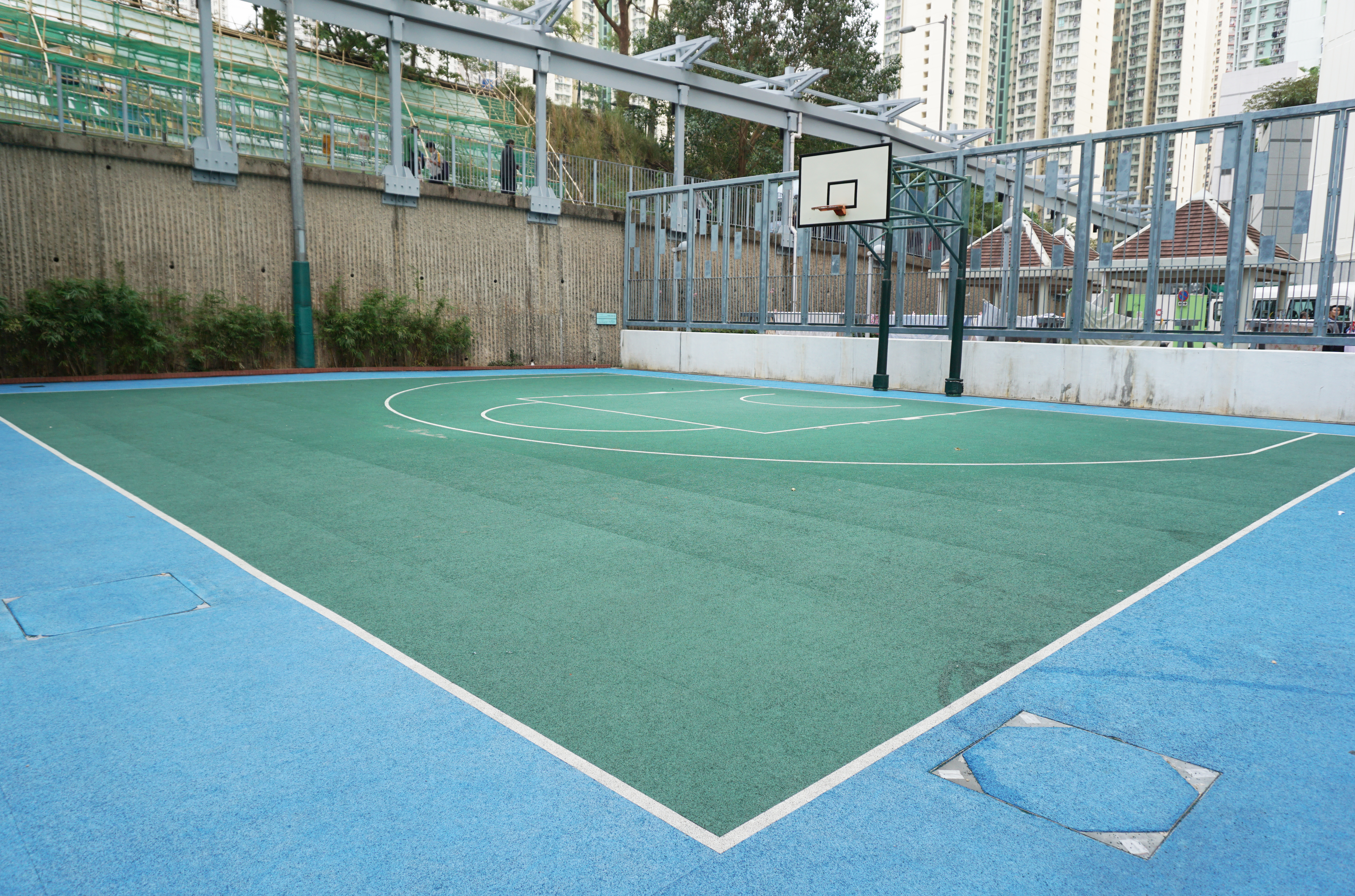
籃球場
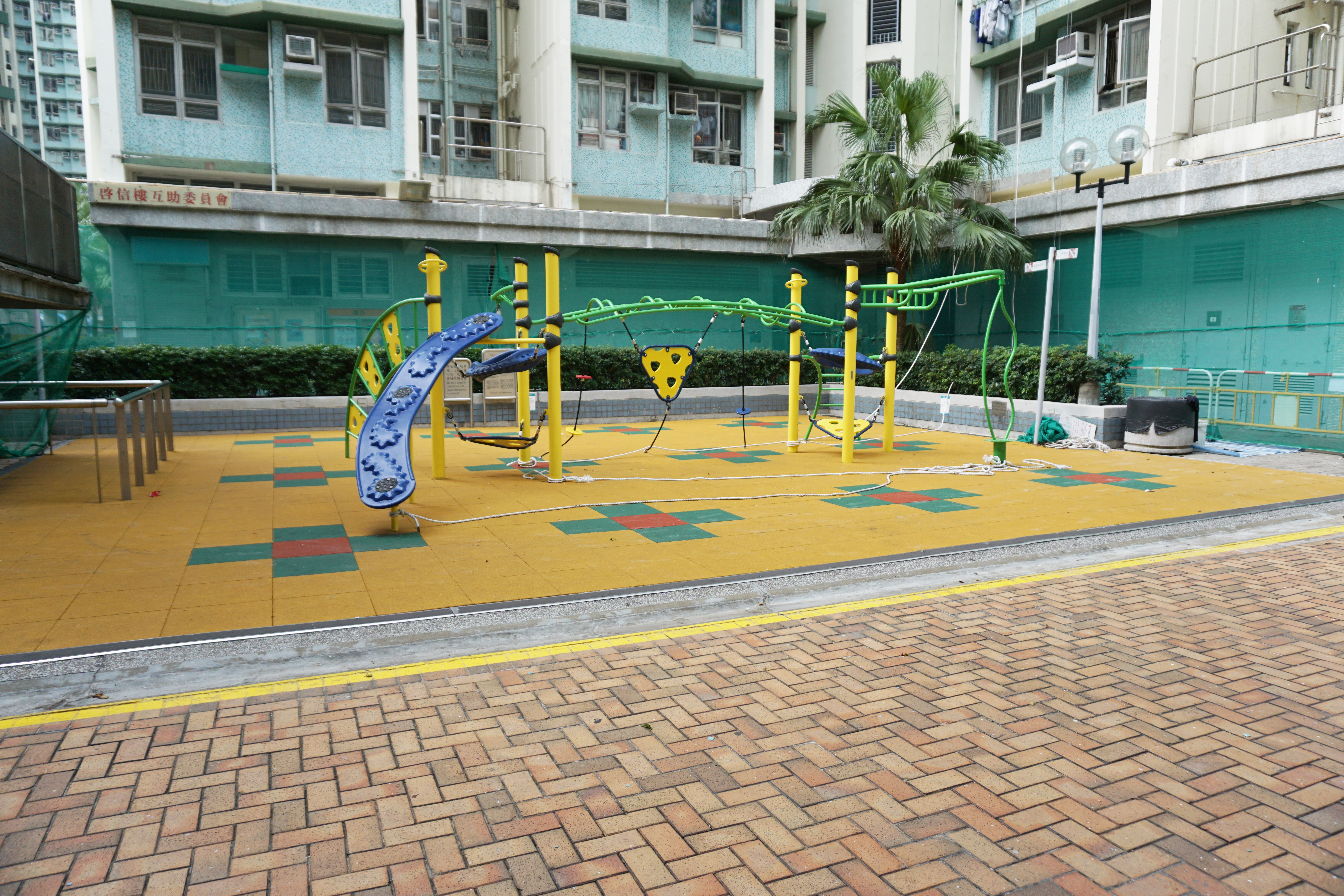
兒童遊樂場
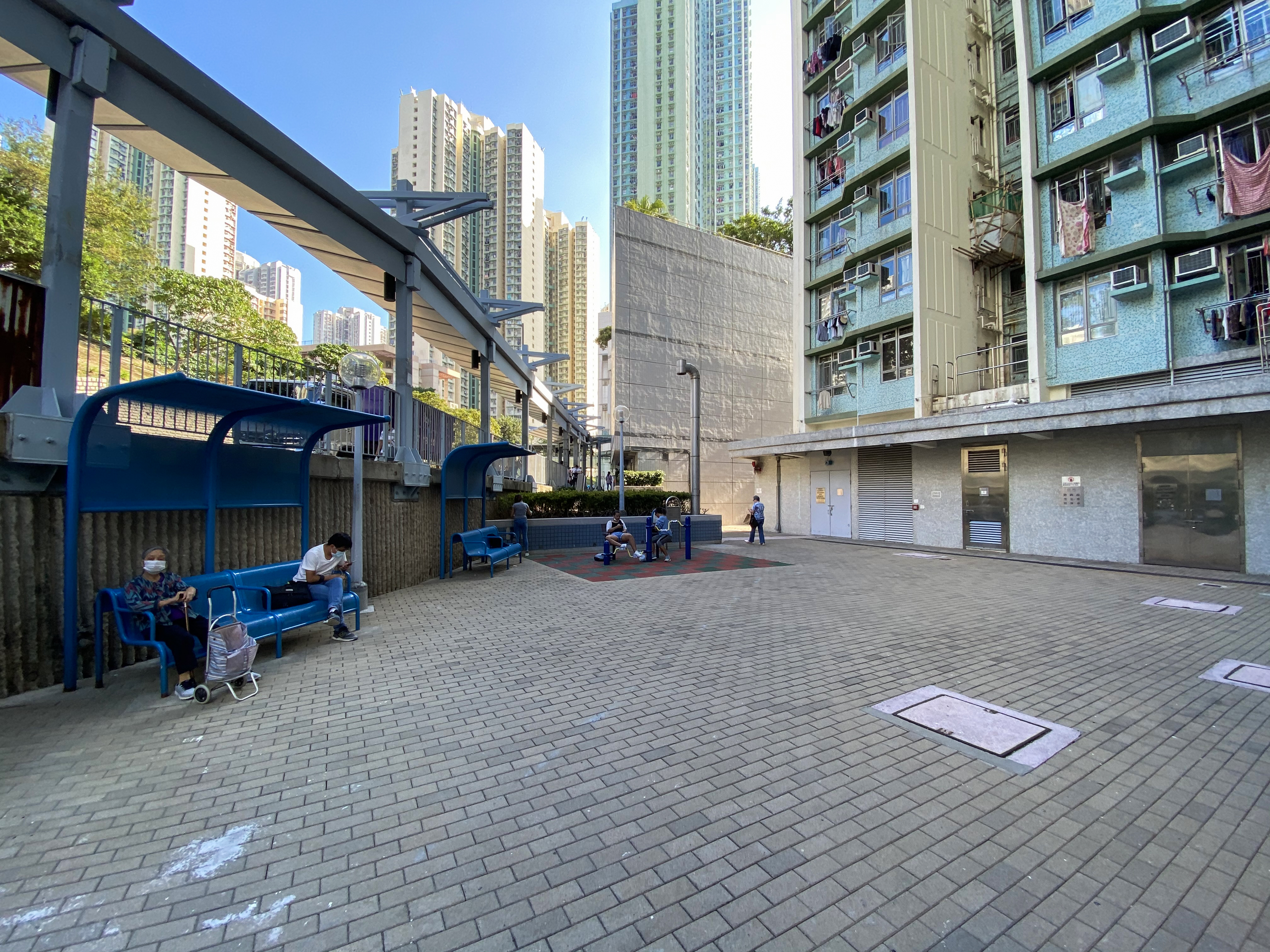
閒座區和健體區
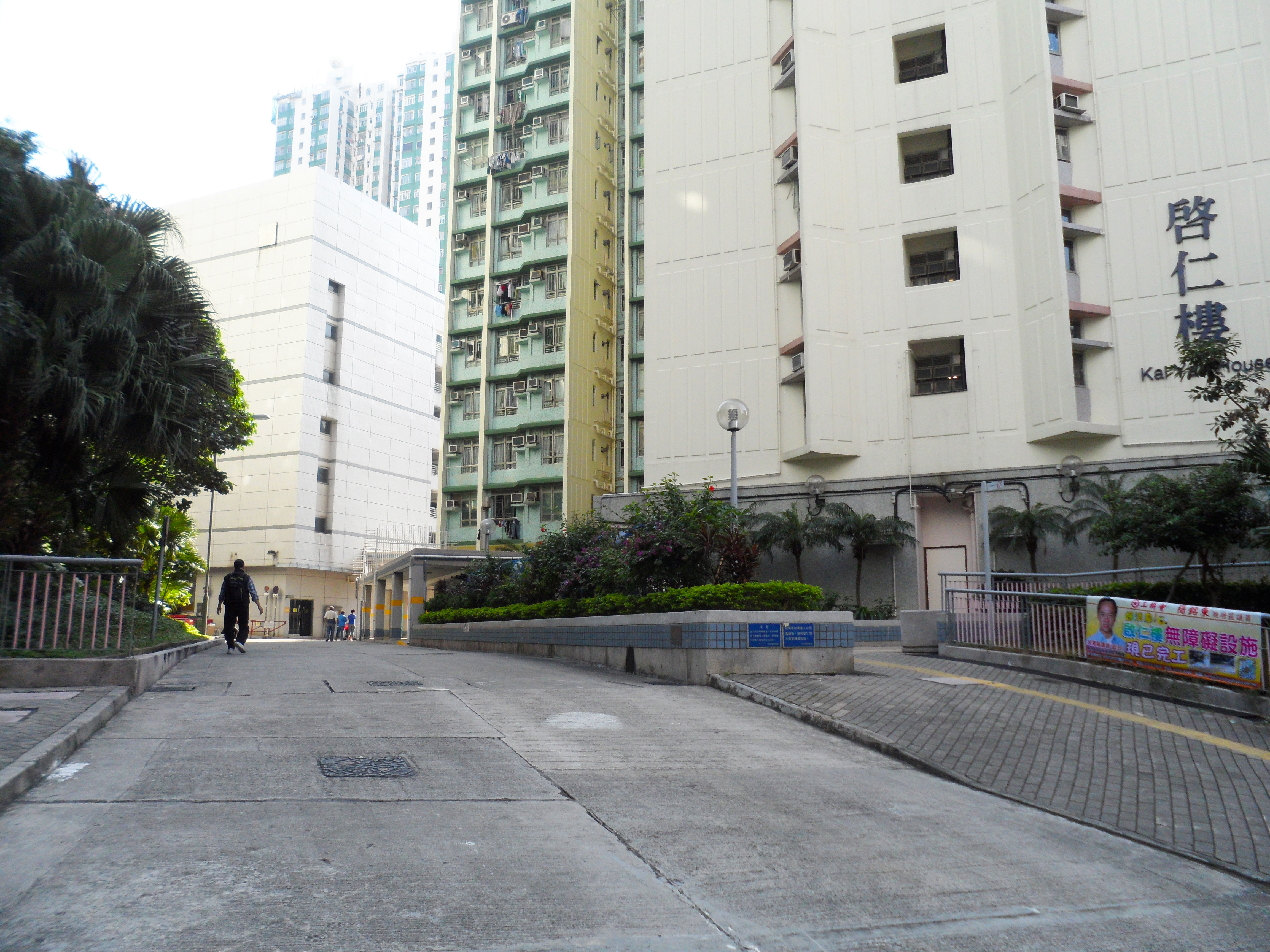
啟仁樓行車通道

## 屋邨設施

### 購物設施

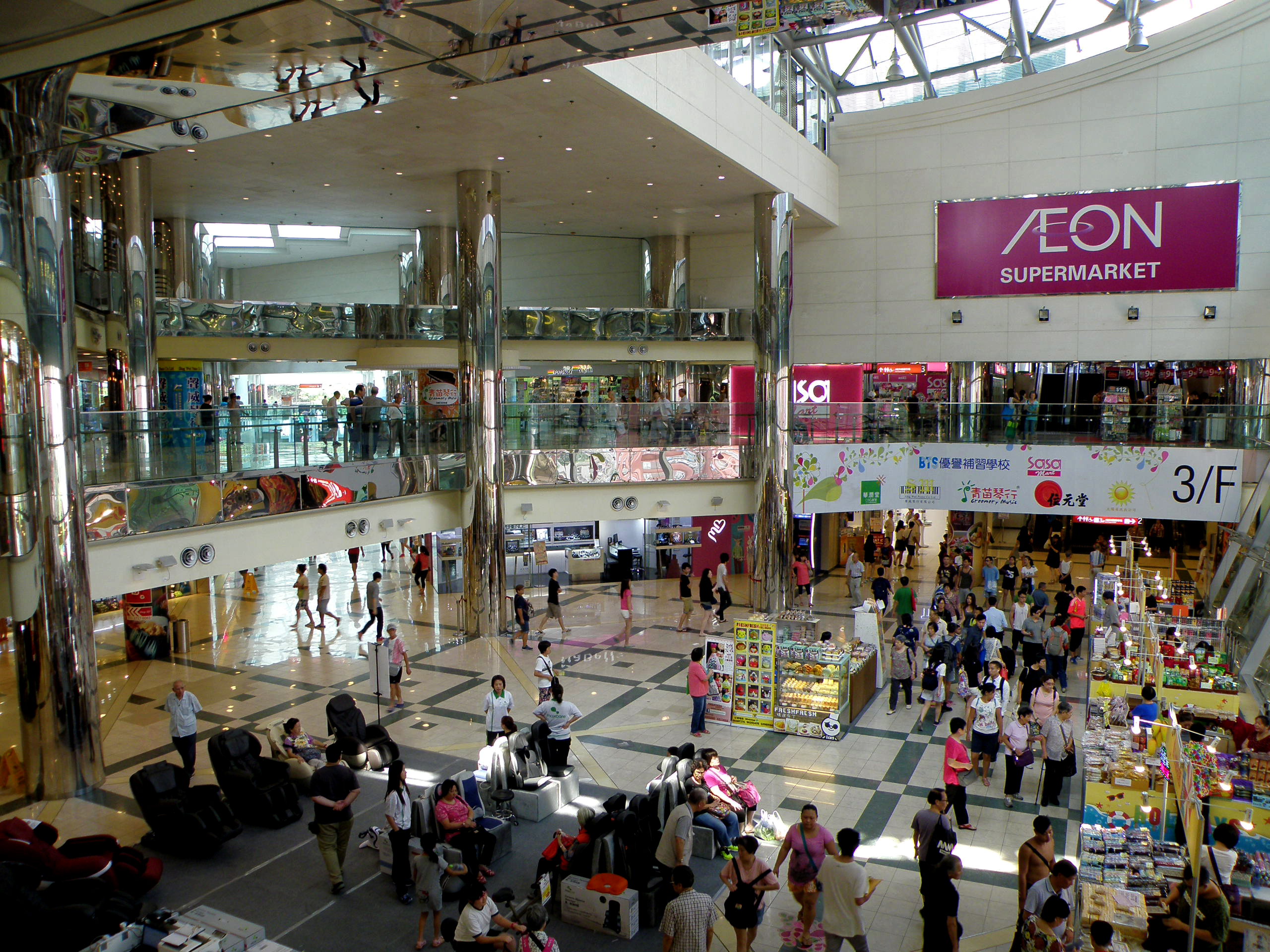
啟田商場

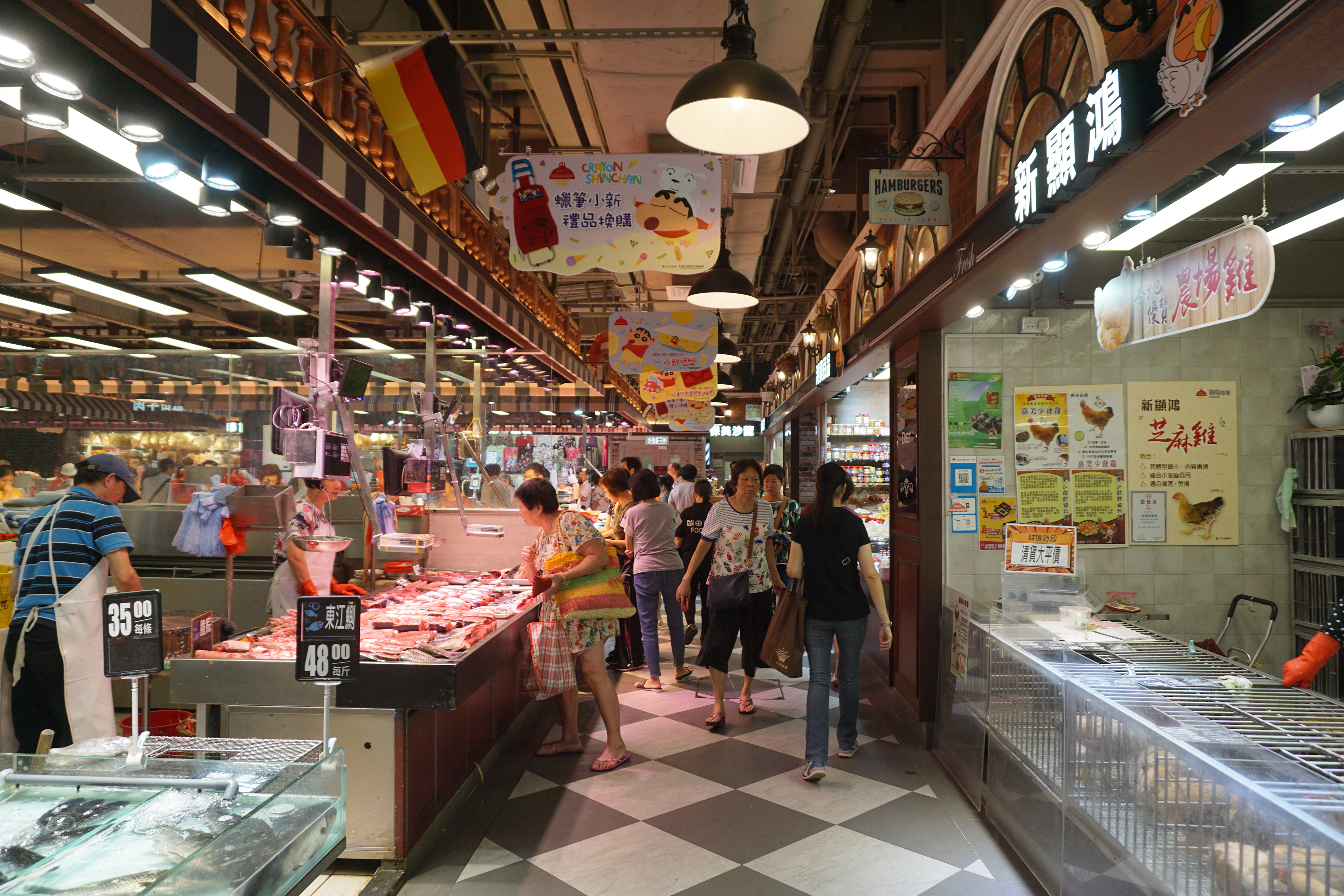
2018年5月重開後的啟田市場，以英倫風為設計主題

屋邨內設有樓高5層（舊翼）及6層（新翼）的商場 - 啟田商場，設有銀行、健身室、醫務所、便利店、餅店、酒樓、食肆等。而街市於2018年初進行翻新，同年7月16日重開，翻新後此街市改稱為啟田市場（FOODIN），由建華集團管理。

### 社區及福利設施
- 基督教會加利堂藍田自修中心（1968年創辦、1997年重新於現址創辦，位於啟信樓地下3-4號）[6]
- 基督教家庭服務中心觀塘長者日間護理中心 （位於啟信樓地下2號）[7]
- 立法會柯創盛議員辦事處
- 立法會譚文豪議員辦事處
- 觀塘區議會簡銘東議員辦事處（位於啟旺樓地下5號）[8]

重建前學校
- 培成小學暨幼稚園（1991年遷往大埔富亨邨，小學部改名為「香港神託會培賢小學」，2009年與大埔另一小學下午校合併，改稱為「聖公會阮鄭夢芹銀禧小學」；而保留原名的幼稚園部後來被殺校）
- 中華傳道會牧幼學校（1987年被宣佈緊急封閉而停辦一年，翌年在青衣長發邨重開並改名為「中華傳道會呂明才小學」）
- 新會商會藍田小學（1985年因收生不足被殺校）

## 藍田邨重建後所分拆的其他屋邨
- 平田邨
- 藍田邨（2009年起所落成之新廈）
- 安田邨

## 外部連結
- 房委會啟田邨資料 （页面存档备份，存于）
- 基督教會加利利堂（页面存档备份，存于）
- 基督教家庭服務中心觀塘長者日間護理中心（页面存档备份，存于）

22°18′36″N 114°14′06″E / 22.310023°N 114.234974°E